# William T. Blodgett
William T. Blodgett o William Tilden Blodgett (1823 - 1875) fue un coleccionista de arte de la ciudad de Nueva York que tuvo un papel decisivo en la fundación del Museo Metropolitano de Arte.
Estuvo activo en la guerra civil americana y organizó el Club de la Liga de la Unión de Nueva York y la Feria sanitaria para recaudar fondos para los heridos. Fundó el periódico The Nation y fue un líder en el establecimiento del Museo Americano de Historia Natural. En 1869 fue miembro fundador del comité para formar el Met. Había pertenecido al comité de selección de las obras americanas para ser presentadas en la exposición francesa de 1867 y por tanto, en 1870 sabía lo suficiente, para adquirir pinturas, en el extranjero, para el museo recién fundado.
Compró un total de 174 cuadros que financió junto con John Taylor Johnson y aproximadamente la mitad de esta « compra de 1871» se encuentra todavía en el museo.
Algunas de estas obras son:
| Imagen | Título                                                                                            | Artista                            | Fecha | Inventario | The Met url |
| ------ | ------------------------------------------------------------------------------------------------- | ---------------------------------- | ----- | ---------- | ----------- |
|        | The Meeting of Alexander the Great and Diogenes                                                   | Caspar de Crayer                   |       | 71.1       | MET         |
|        | A Vase with Flowers                                                                               | Jacob Vosmaer                      |       | 71.5       | MET         |
|        | Jarrón con flores                                                                                 | Margaretha Haverman                | 1716  | 71.6       | MET         |
|        | The Holy Family with Saint Anne and the Young Baptist and His Parents                             | Jacob Jordaens                     |       | 71.11      | MET         |
|        | The Yard of the Inn at Emmaus                                                                     | David Rijckaert                    |       | 71.12      | MET         |
|        | Rustic Interior                                                                                   | David Rijckaert                    |       | 71.13      | MET         |
|        | A Cat Stealing Fish                                                                               | Giuseppe Recco                     |       | 71.17      | MET         |
|        | Vanitas Still Life                                                                                | Edwaert Collier                    | 1662  | 71.19      | MET         |
|        | Battle Scene                                                                                      | Johannes Lingelbach                | 1671  | 71.23      | MET         |
|        | The Sacrifice of Isaac                                                                            | Giovanni Domenico Tiepolo          |       | 71.28      | MET         |
|        | Interior of Saint Peter's, Rome                                                                   | Giovanni Paolo Panini              |       | 71.31      | MET         |
|        | Group Portrait: A Wedding Celebration                                                             | Gillis van Tilborgh                |       | 71.32      | MET         |
|        | Saint Remigius Replenishing the Barrel of Wine; (interior) Saint Remigius and the Burning Wheat   | Pintor suizo                       | 1500  | 71.33ab    | MET         |
|        | Portrait of a Woman                                                                               | Bernhard Strigel                   |       | 71.34      | MET         |
|        | Jacob Willemsz. van Veen (1456–1535), the Artist's Father                                         | Maarten van Heemskerck             | 1532  | 71.36      | MET         |
|        | Saint Agapitus of Praeneste in the Arena; (interior) The Beheading of Saint Agapitus of Praeneste | Pintor suizo                       | 1500  | 71.40ab    | MET         |
|        | Saint Rosalie Interceding for the Plague-stricken of Palermo                                      | Anthony van Dyck                   | 1624  | 71.41      | MET         |
|        | A Basket and Birds                                                                                | Jan Fyt                            |       | 71.43      | MET         |
|        | A Hare and Birds                                                                                  | Jan Fyt                            |       | 71.44      | MET         |
|        | A Partridge and Small Game Birds                                                                  | Jan Fyt                            |       | 71.45      | MET         |
|        | Portrait of a Young Woman                                                                         | Cornelis de Vos                    |       | 71.46      | MET         |
|        | Interior of a Gothic Church at Night                                                              | Pieter Neefs el Joven              |       | 71.50      | MET         |
|        | Midas Washing at the Source of the Pactolus                                                       | Nicolas Poussin                    |       | 71.56      | MET         |
|        | Ducks Resting in Sunshine                                                                         | Jean-Baptiste Oudry                | 1753  | 71.57      | MET         |
|        | The Farrier                                                                                       | Aert van der Neer                  |       | 71.60      | MET         |
|        | View of Haarlem and the Haarlemmer Meer                                                           | Jan van Goyen                      | 1646  | 71.62      | MET         |
|        | Portrait of a Man                                                                                 | Abraham de Vries                   | 1643  | 71.63      | MET         |
|        | Interior of a Kitchen                                                                             | Willem Kalf                        |       | 71.69      | MET         |
|        | Portrait of Johan Hulshout (1623–1687)                                                            | Pieter Cornelisz van Slingelandt   | 1670  | 71.70      | MET         |
|        | Portrait of a Man                                                                                 | Bartholomeus van der Helst         | 1647  | 71.73      | MET         |
|        | Drawing the Eel                                                                                   | Salomon van Ruysdael               |       | 71.75      | MET         |
|        | Malle Babbe                                                                                       | Style of Frans Hals                | 1700s | 71.76      | MET         |
|        | Still Life with a Glass and Oysters                                                               | Jan Davidsz. de Heem               |       | 71.78      | MET         |
|        | Beggars at a Doorway                                                                              | Maestro de los beguinos            | 1700s | 71.80      | MET         |
|        | Man in Armor (Mars?)                                                                              | Estilo de Rembrandt                | 1700s | 71.84      | MET         |
|        | Dog Guarding Dead Game                                                                            | Jean-Baptiste Oudry                | 1753  | 71.89      | MET         |
|        | Study Head of a Woman                                                                             | Jean-Baptiste Greuze               |       | 71.91      | MET         |
|        | The Forge                                                                                         | Léonard Defrance                   |       | 71.93      | MET         |
|        | A Cavalry Engagement                                                                              | Adam Frans van der Meulen          |       | 71.96      | MET         |
|        | Marine                                                                                            | Salomon van Ruysdael               | 1650  | 71.98      | MET         |
|        | Peasants Dancing and Feasting                                                                     | David Teniers el Joven             | 1660  | 71.99      | MET         |
|        | The Adoration of the Magi                                                                         | Copia de Hugo van der Goes         | 1500s | 71.100     | MET         |
|        | The Rope Dance                                                                                    | Léonard Defrance                   |       | 71.105     | MET         |
|        | A Banquet                                                                                         | Dirck Hals                         | 1628  | 71.108     | MET         |
|        | The Spinner                                                                                       | Quirijn van Brekelenkam            | 1653  | 71.110     | MET         |
|        | The Pigeon House                                                                                  | Roelof Jansz van Vries             |       | 71.116     | MET         |
|        | Pomegranates and Other Fruit in a Landscape                                                       | Abraham Brueghel                   |       | 71.118     | MET         |
|        | The Grand Canal above the Rialto                                                                  | Francesco Guardi                   |       | 71.119     | MET         |
|        | Santa Maria della Salute                                                                          | Francesco Guardi                   |       | 71.120     | MET         |
|        | The Investiture of Bishop Harold as Duke of Franconia                                             | Giovanni Battista Tiepolo          |       | 71.121     | MET         |
|        | Peasants Dancing                                                                                  | Johannes Lingelbach                | 1651  | 71.123     | MET         |
|        | Rest                                                                                              | Nicolaes Berchem                   | 1644  | 71.125     | MET         |
|        | Johann I (1468–1532), the Constant, Elector of Saxony                                             | Taller de Lucas Cranach el Viejo   | 1532  | 71.128     | MET         |
|        | View of the Town of Alkmaar                                                                       | Salomon van Ruysdael               |       | 71.135     | MET         |
|        | Surprised, or Infidelity Found Out                                                                | Christian Wilhelm Ernst Dietrich   |       | 71.142     | MET         |
|        | The Calling of Matthew                                                                            | Taller de Jan Sanders van Hemessen | 1600s | 71.155     | MET         |
|        | The Mourning Virgin; The Man of Sorrows                                                           | Copia de Dieric Bouts              | 1600s | 71.156–57  | MET         |
|        | The Newborn Baby                                                                                  | Matthijs Naiveu                    | 1675  | 71.160     | MET         |
|        | The Adoration of the Shepherds                                                                    | Christian Wilhelm Ernst Dietrich   |       | 71.162     | MET         |
|        | Abraham's Parting from the Family of Lot                                                          | Jan Victors                        |       | 71.170     | MET         |